# آنول شوالیه
آنول شوالیه (نام علمی: Anolis equestris) نام یک گونه از سرده آنول است.

## نگارخانه

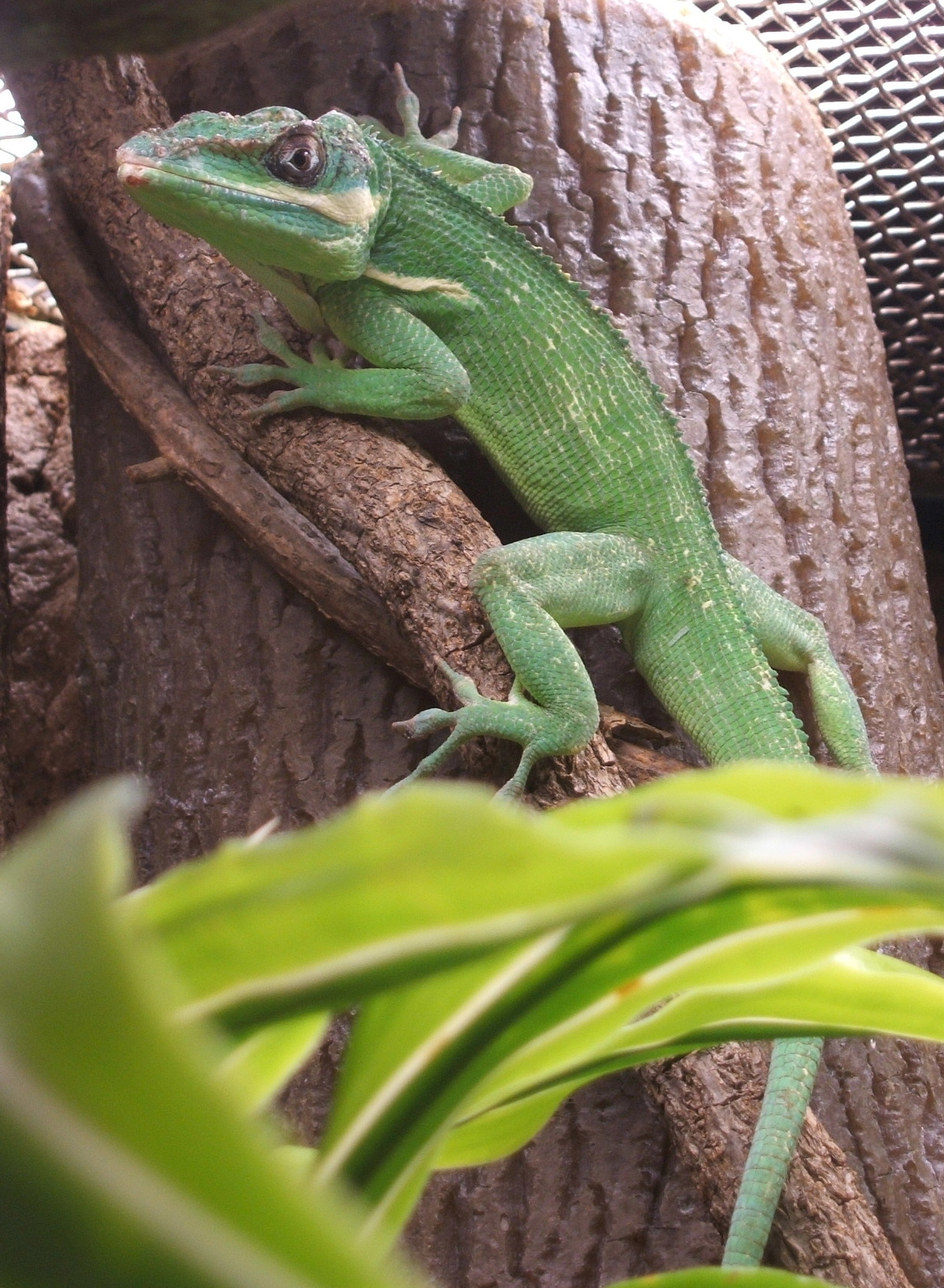
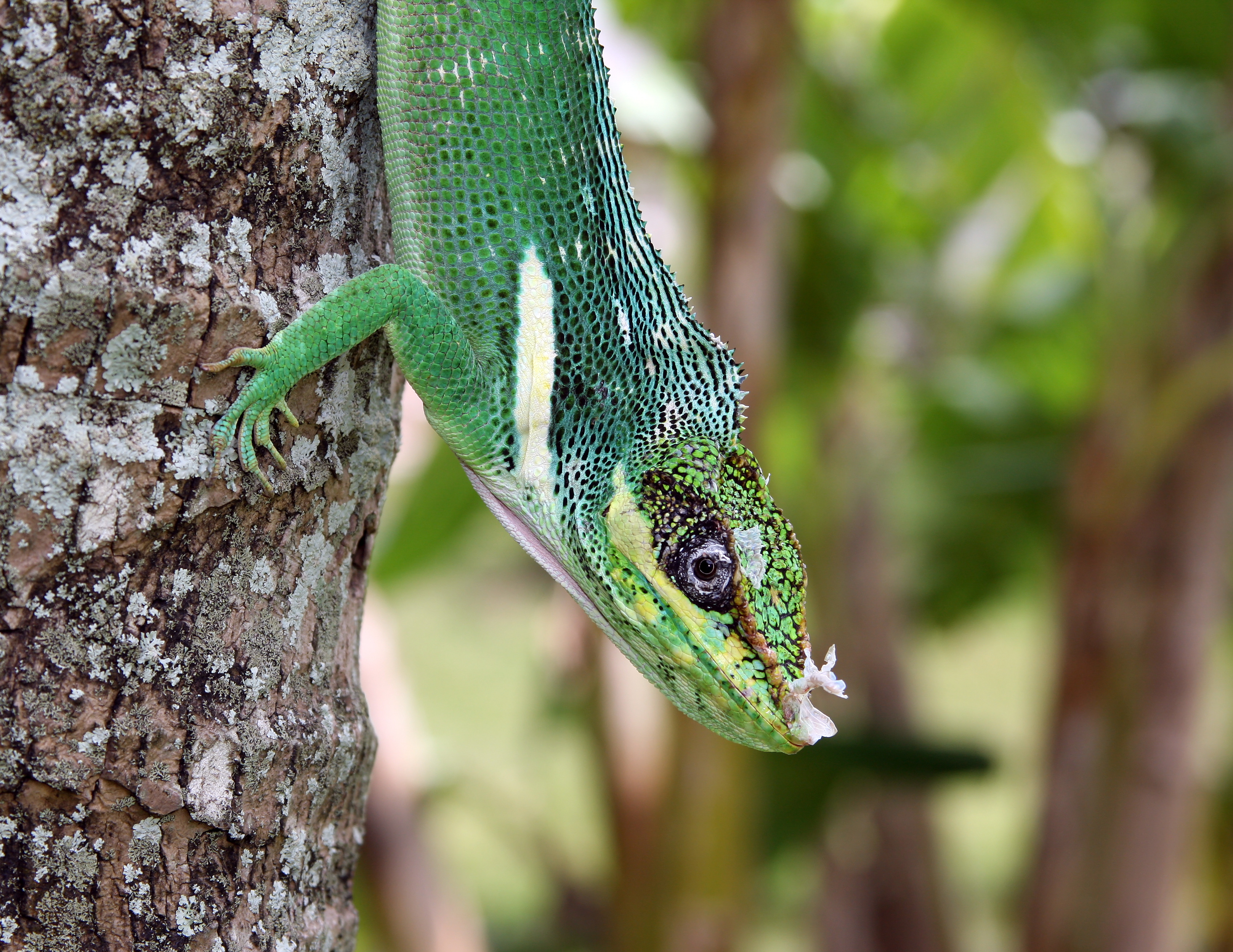
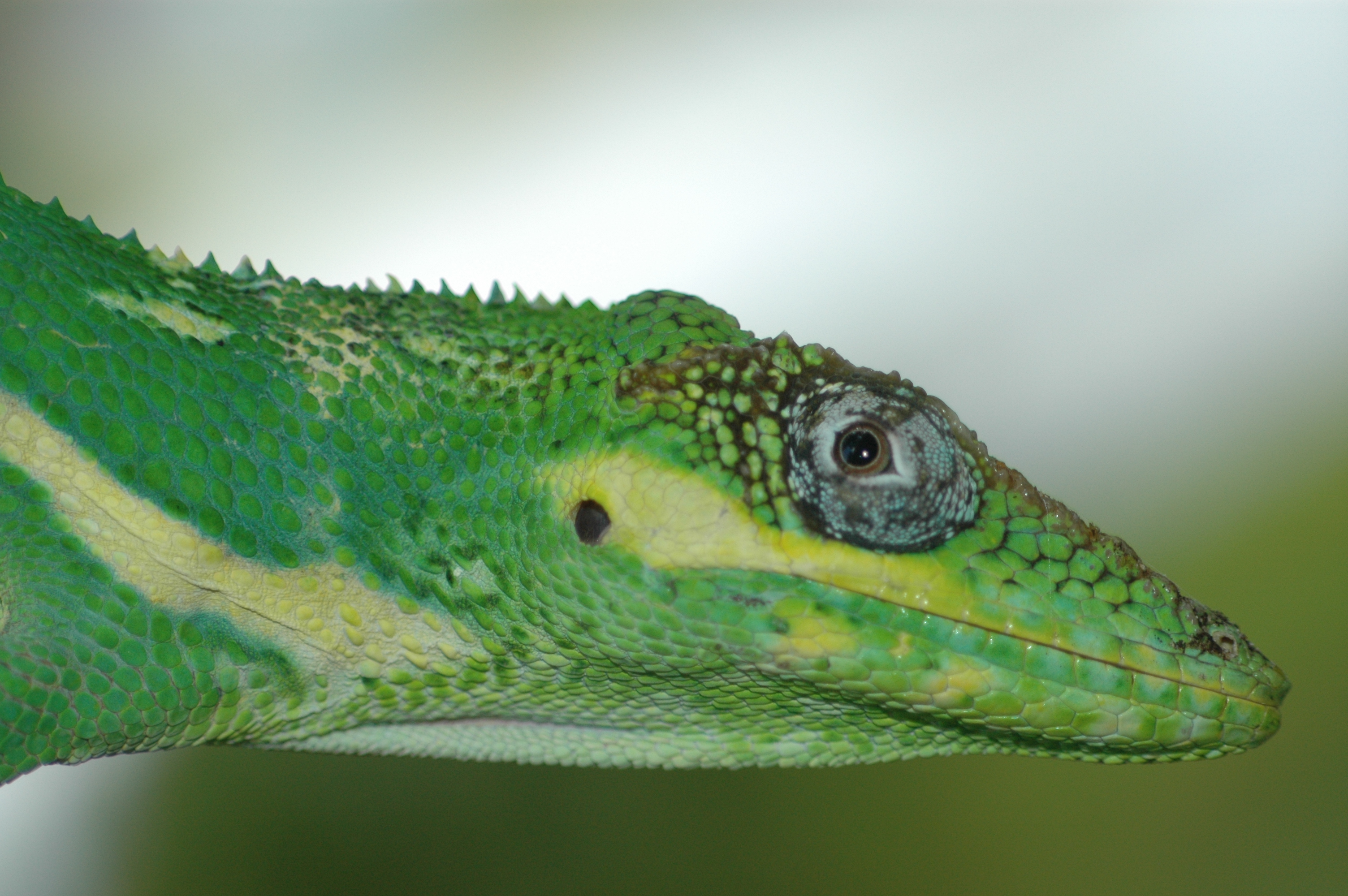
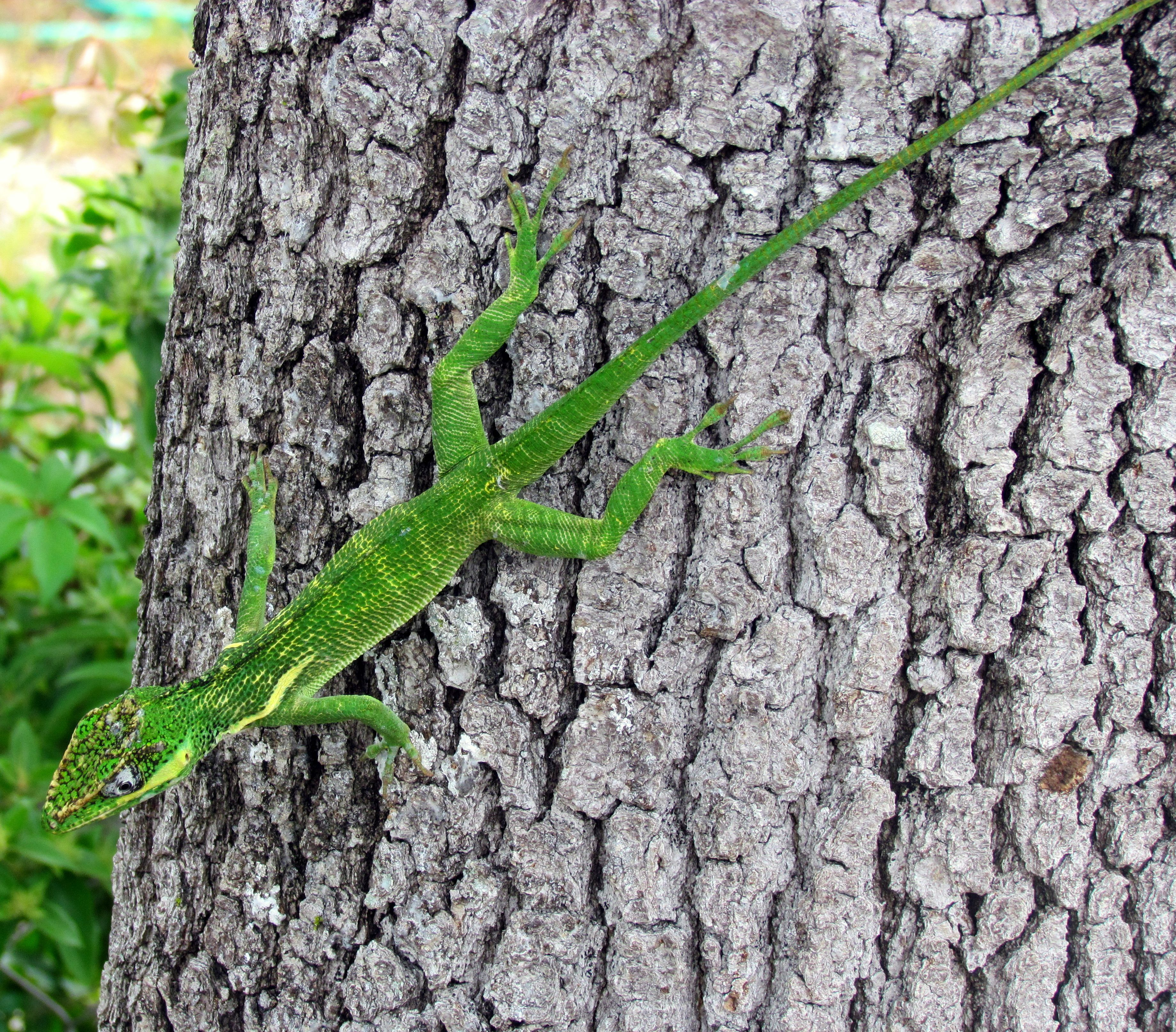